# Fuerte Bulnes
Fuerte Bulnes è un forte cileno ubicato lungo lo Stretto di Magellano, 62 chilometri a sud di Punta Arenas. Fu fondato nel 1843 sull'altura rocciosa di Punta Santa Ana, per volere del presidente cileno Manuel Bulnes.

## Storia
La sua costruzione fu la conseguenza delle politiche di colonizzazione portate avanti nel sud del Cile. Per tale motivo l'Intendente (governatore) di Chiloé, Domingo Espiñeira Riesco, ordinò la costruzione di una goletta chiamata inizialmente Presidente Bulnes, un nome che fu rifiutato dal presidente stesso e per questo fu in seguito denominata Goleta Ancud, in onore della città cilena di Ancud, dove fu costruita. L'imbarcazione salpò il 22 maggio del 1843 al comando del capitano di fregata Juan Williams (il cui nome "cilenizzato" fu Juan Guillermos, nome con il quale firmò sempre tutti i suoi documenti personali ed ufficiali) e fu ancorata il 21 settembre del 1843 presso Punta Santa Ana, a due chilometri dal territorio che fu chiamato in seguito Puerto Hambre. In questo luogo fu fondato il Fuerte Bulnes, costruito principalmente con tronchi di legno ed erba. Questo forte stabilì la sovranità sullo Stretto di Magellano, solo 24 ore prima dell'arrivo di una spedizione francese, accompagnata dalla fregata da guerra a vapore a ruota Phaeton, che andava a Talcahuano alla ricerca di un carico di carbone, l'episodio, che in Cile è interpretato como una vittoria sulle pretese annessionistiche della Francia, è in realtà ben descritto nel libro di Arique del 1901, dove non ci sono dubbi sul vero motivo della presenza della goletta francese, e cioè il passaggio durante la sosta nel viaggio verso Talcahuano. A causa delle severe condizioni atmosferiche non si poté insediare una popolazione stabile e numerosa, per cui fu fondata a nord di questo territorio, che aveva un clima più favorevole, la città di Punta Arenas nel 1848, dopo sei anni di innumerevoli disagi.
Dopo che tutta la popolazione si trasferì nella città di Punta Arenas, iniziò la decadenza di Fuerte Bulnes che si ridusse a rovine bruciate per mano del tenente d'artiglieria dell'Esercito Cileno José Miguel Cambiazo. Tra gli anni 1941 e 1943 è stata effettuata la ricostruzione del forte, che fu reinaugurato nel 1943. È stato dichiarato Monumento Nazionale nel 1968, e dopo una serie di danni e lavori di restauro è tuttora conservato e gestito dal CONAF.